# Belodontichthys
Belodontichthys — рід риб з родини Сомові ряду сомоподібних. Має 2 види.

## Опис
Загальна довжина представників цього роду коливається від 60 до 100 см. Голова помірного розміру, спрямована під кутом близько 60° вгору із загостреною мордою. Очі маленькі. Верхня щелепа довша за нижню. Вусики розташовані на обох щелепах: на верхній — довгі, на нижній — короткі. Тулуб подовжено, звужується біля хвоста. Черево пласке. Спинний плавець невеличкий, повернутий назад. Грудні плавці довгі, з широкою основою. Черевні плавці помірного розміру. Анальний плавець довгий.

## Спосіб життя
Є пелагічними рибами. Мешкає в великих притоках. Тримається середніх і верхніх шарів води, де полює на коропових з роду Henicorhynchus. На нерест мігрує в затоплені ділянки річок. Біологія самого нересту не вивчена.
Широко вживається місцевим населенням, зокрема в сушеному, соленому, смаженому вигляді.

## Розповсюдження
Поширені в басейні річки Меконг (Таїланд, Лаос, В'єтнам, Камбоджа) і річках півострова Малакка, островів Калімантан та Суматра (Індонезія).

## Види
- Belodontichthys dinema
- Belodontichthys truncatus